# 圣佩德罗-达西帕
圣佩德罗-达西帕是巴西马托格罗索州的一个市镇。总面积344.36平方公里，总人口3963人，人口密度11.5人/平方公里。